# Mimophantia carinata
Mimophantia carinata är en insektsart som beskrevs av Jacobi 1915. Mimophantia carinata ingår i släktet Mimophantia och familjen Flatidae. Inga underarter finns listade i Catalogue of Life.